# Pero yahua
Pero yahua là một loài bướm đêm trong họ Geometridae.